# Xestia metagrapha
Xestia metagrapha là một loài bướm đêm trong họ Noctuidae.